# Тренхардт, Карло
Карло Тренхардт (нем. Carlo Thränhardt; род. 5 июля 1957, Бад-Лаухштедт, Саксония-Анхальт) — западногерманский легкоатлет, специалист по прыжкам в высоту. Выступал за сборную ФРГ по лёгкой атлетике в 1977—1991 годах, чемпион Европы в помещении, обладатель бронзовой медали чемпионата Европы, победитель и призёр первенств национального значения, действующий рекордсмен Европы в прыжках в высоту в помещении, участник двух летних Олимпийских игр.

## Биография
Карло Тренхардт родился 5 июля 1957 года в городе Бад-Лаухштедт, ФРГ.
Впервые заявил о себе в сезоне 1977 года, когда выиграл зимний чемпионат Западной Германии в прыжках в высоту и, попав в состав западногерманской сборной, выступил на чемпионате Европы в помещении в Сан-Себастьяне, где занял девятое место. Также в этом сезоне был четвёртым на домашнем Кубке мира в Дюссельдорфе.
В 1978 году стал девятым на чемпионате Европы в помещении в Милане и пятым на чемпионате Европы в Праге.
На международном турнире Internationales Hochsprung-Meeting Eberstadt 1979 года вместе с соотечественниками Дитмаром Мёгенбургом и Гердом Нагелем прыгнул на 2,30 метра, установив тем самым новый национальный рекорд. Это был первый случай в истории, когда в рамках одного турнира сразу трое спортсменов смогли взять данную высоту.
В 1980 году показал четвёртый результат на чемпионате Европы в помещении в Зиндельфингене. Рассматривался в качестве кандидата на участие в летних Олимпийских играх в Москве, однако ФРГ вместе с несколькими другими западными странами бойкотировала эти соревнования по политическим причинам. Вместо этого Тренхардт выступил на альтернативном турнире Liberty Bell Classic в Филадельфии, где взял в своей дисциплине бронзу.
В 1981 году получил серебро на чемпионате Европы в помещении в Гренобле.
В 1982 году показал шестой результат на чемпионате Европы в помещении в Милане.
В 1983 году на чемпионате Европы в помещении в Будапеште превзошёл всех соперников в прыжках в высоту и завоевал золотую медаль. Принимал участие во впервые проводившемся чемпионате мира по лёгкой атлетике в Хельсинки, где занял итоговое седьмое место.
В 1984 году стал серебряным призёром на чемпионате Европы в помещении в Гётеборге, тогда как на соревнованиях в Риети установил свой личный рекорд на открытом стадионе — 2,37 метра. Благодаря череде удачных выступлений удостоился права защищать честь страны на Олимпийских играх 1984 года в Лос-Анджелесе — с результатом 2,15 в финале закрыл десятку сильнейших.
В 1985 году отметился выступлением на Всемирных легкоатлетических играх в помещении в Париже, став пятым.
В 1986 году получил серебро на чемпионате Европы в помещении в Мадриде, в первый раз в карьере одержал победу на чемпионате Западной Германии в прыжках в высоту, взял бронзу на чемпионате Европы в Штутгарте.
В январе 1987 года на соревнованиях в Зиммерате установил мировой рекорд в прыжках в высоту в закрытых помещениях — 2,40 метра. Позднее выиграл серебряную медаль на чемпионате Европы в помещении в Льевене, выступил на чемпионате мира в помещении в Индианаполисе, занял восьмое место на чемпионате мира в Риме.
В феврале 1988 года в Берлине обновил мировой рекорд в прыжках в высоту в помещении до 2,42 метра (данный результат до настоящего времени остаётся рекордом Европы), тогда как на чемпионате Европы в помещении в Будапеште был восьмым. Находясь в числе сильнейших прыгунов мира, благополучно прошёл отбор на Олимпийские игры в Сеуле — в финале прыгнул на 2,31 метра, расположившись в итоговом протоколе соревнований на седьмой строке.
На чемпионате мира в помещении 1989 года в Будапеште был пятым.
На чемпионате Европы 1990 года в Сплите с результатом 2,20 в финал не вышел.
В 1991 году вновь стал чемпионом Германии по прыжкам в высоту и вскоре завершил спортивную карьеру.
Впоследствии работал с теннисистами тренером по фитнесу и ментальной подготовке, сотрудничал с Федерацией тенниса Германии, в частности внёс значительный вклад в подготовку титулованного немецкого теннисиста Бориса Беккера. Также проявил себя в коммерции, журналистике, выступал с лекциями, принимал участие в различных немецких ток-шоу. Увлекался гольфом и баскетболом. Являлся рекордсменом мира по прыжкам в высоту среди ветеранов — в категориях М35 и М55.